# The Power of Nightmares
The Power of Nightmares est une série documentaire britannique en trois épisodes réalisée par Adam Curtis, sorti en 2004.

## Fiche technique
- Titre français : The Power of Nightmares
- Réalisation et scénario : Adam Curtis
- Pays d'origine : Royaume-Uni
- Format : Couleurs - 35 mm - 1,33:1 - Stéréo
- Genre : documentaire
- Durée : 180 minutes
- Date de sortie : 2004

## Épisodes
1. Baby It's Cold Outside
2. The Phantom Victory
3. The Shadows in the Cave

## Distinction

### Récompense
- British Academy Television Awards 2005 : Award for Best Factual Series or Strand

### Sélection
- Festival de Cannes 2005 : hors compétition